# Тронси, Дженифер
Дженифер Тронси (фр. Jennifer Troncy, родилась 26 января 1986, Баньоль-сюр-Сез, департамент Гар) — французская регбистка, скрам-хав клуба «Монпелье» и сборных Франции по регби-15 и регби-7.

## Карьера
Регби начала заниматься в возрасте 7 лет за команду «Баньоль-Маркуль» из родного города, позже перешла в «Монпелье», куда ей помог попасть брат-близнец Ромуальд
. В составе «Монпелье» Дженнифер выиграла чемпионат Франции восемь раз, добившись первой победы в 2007 году.
За сборную Франции Дженнифер выступала на Кубке мира 2014 года и стала бронзовым призёром. 14 марта 2014 года в составе сборной Франции Дженифер впервые выиграла Большой шлем в рамках Кубка шести наций: в По на стадионе «Стад-дю-Амо» её сборная победила Ирландию со счётом 19:15. 27 апреля она выиграла четвёртый титул чемпионки Франции в составе «Монпелье», которые победили в финале «Бобиньи 93» со счётом 29:19.
До конца сезона 2016/2017 Дженифер выступала за сборную по регби-7, выступив на Олимпиаде в Рио и сыграв всего один матч там. По окончании этапа Мировой серии в Клермон-Ферране она объявила об уходе из сборной по регби-7. В 2017 году она не была включена в заявку на чемпионат мира в Ирландию.

## Достижения
- Чемпионка Франции[фр.]: 2007, 2009, 2013, 2014, 2015, 2017, 2018, 2019 (8 раз)
- Победительница Кубка шести наций: 2014
  - Обладательница Большого шлема: 2014
- Бронзовый призёр чемпионата мира: 2014